# Êxodos (banda)
Êxodos foi uma banda brasileira cristã de rock, criada em 1970 e considerada a primeira de seu estilo surgida no país.
Inicialmente se apresentavam nas escolas dominicais da Igreja Batista de Vila Bonilha, em São Paulo. Posteriormente, passaram a se apresentar em outras igrejas, em acampamentos e festivais de música evangélica. Em 1976, problemas com a vizinhança do templo em que tocavam e com a própria congregação levaram o grupo a não mais se apresentar nos cultos. Com a falta de oportunidades em outras igrejas, o conjunto se desfez um ano depois, sem conseguirem se profissionalizar ou gravar um álbum.
O nome da banda é uma referência ao Livro do Êxodo, aludindo à libertação do pecado, em comparação à libertação do povo de Israel contada no livro bíblico. As mais de cinquenta canções foram todas compostas pelo grupo, a maioria por Osny, Osvair e Lucas.
Em 2006, lançaram um CD com treze canções de seu repertório original, chamado 1970 - 1977.

## Etimologia
Segundo Osny, Osvayr e Edson o primeiro nome do grupo era Nova Vida, fazendo alusão à Jesus como a nova razão de viver das pessoas as quais os membros do grupo conviviam. Posteriormente os integrantes do conjunto percebiam nos jovens que além de buscarem uma nova vida gostariam de trilhar novos caminhos, uma terra prometida. Ali encontraram aquele que seria o novo nome da banda.

## História
O grupo iniciou suas atividades ainda em 1970, época em que não havia nenhum registro musical de rock cristão no Brasil. O quinteto formado por Edson, Eli, Nelson, Osny e Osvayr vinha de um conhecimento formado a partir de várias aulas musicais particulares e ensaios. Os membros faziam parte da Igreja Batista de Vila Bonilha, localizada num bairro periférico da cidade de São Paulo. No local, participavam das reuniões religiosas.
A banda fez sua primeira apresentação musical naquela época durante as escolas dominicais que aconteciam no templo usando dois violões e uma bateria velha. Como o gênero preferido daqueles jovens eram o rock a sonoridade do Êxodos tendeu para o estilo. Com o apoio de amigos e membros da igreja conseguiram comprar novos instrumentos e uma maturidade musical ali começou a surgir.

## Formação

### 1970-1973
- Edson Donizetti - bateria
- Eli - contrabaixo
- Nelson - vocal
- Osny Agreste - guitarra solo
- Osvayr Agreste - guitarra ritmica, violão

### 1973-1977
- Edson Donizetti - bateria
- Osny Agreste - guitarra solo e vocal
- Osvayr Agreste - baixo, teclado e vocal
- Lucas - violão, guitarra ritmica e vocal

## Discografia
Apesar de encerrado em 1977, na época os integrantes do Êxodos não possuíam recursos financeiros nem apoio necessário para gravar algum material. Após serem expulsos da igreja a qual frequentavam, os membros do grupo ainda gravaram uma fita máster. Em 2005, o grupo se reuniu novamente para gravar treze músicas do repertório original do grupo. O disco, intitulado 1970 - 1977 foi masterizado no estúdio da gravadora MK Music e foi lançado de forma independente em 2006. É o único registro musical do grupo.
Álbum de estúdio
- 2005 - 1970 - 1977